# Aeroportul Dahlgren Naval Surface Warfare Center
Aeroportul Dahlgren Naval Surface Warfare Center (IATA: DGN, ICAO: KNDY, FAA LID: NDY) este un aeroport din Comitatul King George, Virginia, Virginia, Statele Unite ale Americii ce deservește zona Naval Surface Warfare Center Dahlgren Division⁠(d).
Situat la o altitudine de 5 m, aeroportul dispune de o singură pistă.